# Derek Lea
Derek Lea (* vor 1984 in Surrey) ist ein britischer Stuntman und Schauspieler.
Derek Lea besuchte von 1984 bis 1987 die Redroofs Theatre School in Maidenhead. Seit Anfang der 1990er Jahre ist er als Stuntman und Stunt-Koordinator bei Film und Fernsehserien tätig. Er wirkte an diversen James-Bond-Filmen, Harry-Potter-Teilen, Gladiator oder Der Soldat James Ryan mit, insgesamt über 170 Produktionen. Als Schauspieler hatte er Klein- bis Kleinstrollen inne, meist harte Typen, in Titanic spielte er den Chefheizer Frederick Barrett.

## Filmografie (Auswahl)
- 1995: Judge Dredd
- 1997: Das fünfte Element (Le Cinquième Élément)
- 1997: Titanic
- 1997: Die Abenteuer des Odysseus (The Odyssey)
- 1998: Der Soldat James Ryan (Saving Private Ryan)
- 1999: Die Mumie (The Mummy)
- 2000: Gladiator
- 2000: Billy Elliot – I Will Dance (Billy Elliot)
- 2001: Enigma – Das Geheimnis (Enigma)
- 2002: Die vier Federn (The Four Feathers)
- 2002: James Bond 007 – Stirb an einem anderen Tag (Die Another Day)
- 2004: Troja (Troy)
- 2005: Per Anhalter durch die Galaxis (The Hitchhiker’s Guide to the Galaxy)
- 2006: Children of Men
- 2006–2016: Holby City (Fernsehserie, 38 Folgen)
- 2007: Das Bourne Ultimatum (The Bourne Ultimatum)
- 2007: Abbitte (Atonement)
- 2008: Jumper
- 2008: James Bond 007: Ein Quantum Trost (Quantum of Solace)
- 2010: Centurion
- 2010: Harry Potter und die Heiligtümer des Todes – Teil 1 (Harry Potter and the Deathly Hallows – Part 1)
- 2011: Harry Potter und die Heiligtümer des Todes – Teil 2 (Harry Potter and the Deathly Hallows – Part 2)
- 2011: Killer Elite
- 2012: Die Frau in Schwarz (The Woman in Black)
- 2014: The Imitation Game – Ein streng geheimes Leben (The Imitation Game)
- 2015: Codename U.N.C.L.E. (The Man from U.N.C.L.E)
- 2018: Red Sparrow
- 2019: Gentleman Jack (Fernsehserie, 1 Folge)